# Lac Tshangalele
Lac Tshangalele eller lac Mwadingusha är ett vattenmagasin i Kongo-Kinshasa, bildat av dammen vid Mwadingusha kraftverk som dämmer upp floden Lufira. Det ligger i provinsen Haut-Katanga, i den södra delen av landet, 1 500 km sydost om huvudstaden Kinshasa. Den maximala arean är 452 kvadratkilometer. Magasinet sträcker sig 10,6 kilometer i nord-sydlig riktning, och 8,3 kilometer i öst-västlig riktning.